# Richard Hüttig (Unternehmer)
Franz Richard Hüttig (* 10. September 1827 in Leopoldshain, Schlesien; † 14. November 1911 in Dresden,  begraben in Dresden) war ein Unternehmer in der deutschen Fotoindustrie und Gründer der Hüttig AG.

## Leben
Richard Hüttig wuchs als Sohn des Pfarrers  Karl Hüttig im schlesischen Leopoldshain auf. Im benachbarten Görlitz erlernte er den Beruf eines Tischlers und siedelte 1856 nach Berlin um, wo er eine Anstellung in der Werkstatt des Tischlermeisters Heßler fand. Dieser fertigte in seiner Präzisionstischlerei Atelierkameras in Einzelfertigung an.
1862 gründete Hüttig eine eigene Werkstatt in Berlin, da der Bedarf an Kameras rasant wuchs. Zunächst baute er Kameras französischer und englischer Bauart nach, verbesserte diese jedoch immer wieder durch eigene Ideen. Da der Konkurrenzkampf der Kameratischlereien wuchs, verließ Hüttig 1887 Berlin und eröffnete in Dresden in der Chemnitzer Straße 12 mit vier weiteren Kameratischlern eine neue Werkstatt. Hüttig wählte Dresden, da hier zwar bereits einige Hersteller von Photopapieren ansässig waren, allerdings kaum ernsthafte Konkurrenten produzierten.
Handwerkliches Können und ein ausgeprägter Geschäftssinn resultierten in schnellem Wachstum des Betriebes. 1889 besuchte George Eastman Richard Hüttig, um ihn für seine Dienste anzuwerben. Hüttig lehnte ab. Das Unternehmen wuchs ständig und galt 1906 mit mehr als 800 Mitarbeitern als Europas größtes Kamerawerk.
Richard Hüttigs Sohn Carl hatte seit 1887/88 die Geschäftsleitung inne, wurde jedoch 1904 finanzieller Unregelmäßigkeiten schuldig gesprochen und zu einer Gefängnisstrafe verurteilt. Nach der Fusion der Hüttig AG mit der ICA AG 1909 geriet Richard Hüttig in Vergessenheit. Er lebte einsam in einer kleinen Wohnung in der Schandauer Straße 40 und nur die Stadt Dresden sorgte dafür, dass er im Altersheim der Güntzstiftung einen Platz fand, um seinen Lebensabend in Würde zu verbringen. Er starb am 14. November 1911 im Stadtkrankenhaus Dresden, Friedrichstadt.

## Bekannte Produkte
- Zeus-Spiegel-Camera